# Liste des festivals en Tunisie
Cette page fournit une liste des festivals en Tunisie :
- Festival international des ksour sahariens (mars)
- Festival du film queer de Mawjoudin (mars)
- Festival du poulpe (mars)
- Printemps de Sbeïtla (en) (mars)
- Festival du printemps de Sousse (mars-avril)
- Festival d'eau de fleur d'oranger (avril)
- Festival des oasis de montagne de Tamerza (avril)
- Jazz à Carthage (avril)
- Gabès Cinéma Fen (avril-mai)
- Festival Saliha (mai)
- Festival de l'épervier (juin-juillet)
- Carnaval d'Aoussou (juillet)
- Festival international du malouf et de la musique traditionnelle arabe (juillet)
- Festival de la sirène (juillet-août)
- Festival international d'Hammamet (juillet-août)
- Festival international de Bizerte (juillet-août)
- Festival international de Carthage (juillet-août)
- Festival international de Dougga (juillet-août)
- Festival international de musique symphonique d'El Jem (juillet-août)
- Festival international des arts plastiques de Mahrès (juillet-août)
- Festival international Djerba Ulysse (juillet-août)
- Festival national des éponges de Zarzis (juillet-août)
- Rencontres cinématographiques de Hergla (juillet-août)
- Tabarka Jazz Festival (juillet-août)
- Les Nuits de La Marsa (août)
- Festival international du film amateur de Kélibia (août)
- Festival Chouftouhonna (septembre)
- Festival Coralys (septembre)
- Journées cinématographiques de Carthage (octobre-novembre)
- Festival international des dattes (novembre-décembre)
- Dar Sébastian fait son opéra (décembre)
- Festival international des oasis de Tozeur (décembre)
- Festival international du Sahara (décembre)
- Journées musicales de Carthage (décembre)
- Journées théâtrales de Carthage (décembre)